# Fauske
Fauske là một thị xã và đô thị ở hạt Nordland, Na Uy. Nó là một phần của khu vực Salten. Trung tâm hành chính của đô thị này là thị xã Fauske với khoảng 6.000 cư dân.
Fauske đã được tách khỏi đô thị Skjerstad ngày 1 tháng 1 năm 1905. Thị xã đã được công bố vào năm 1998. Thị xã nằm bên bờ phía bắc của Skjerstadfjorden. Đô thị này giáp với Thụy Điển ở phía đông và các đô thị của Sørfold ở phía bắc, Bodo về phía tây, và Saltdal phía đông nam. 